# ダニエル・サンチェス (野球)
ダニエル・エンリケ・サンチェス・レジェス（Daniel Enrique Sanchez Reyes 1987年11月14日- ）は、ベネズエラ出身のスペインの野球選手(内野手)。右投右打。

## 概要
2006年にはMLBのヨーロッパアカデミーにも在籍していた、スペイン代表不動のレギュラー二塁手。2007年のスペインリーグでは、プエルトクルーズ・マーリンズのレギュラーとして打率.272をマークしている。俊敏さを生かした高い守備力が売りで、2008年の21歳以下ヨーロッパ選手権では最優秀守備選手に輝いた。2010年には、同じスペインリーグのC.B.サンボイに移籍し、リーグ優勝に貢献した。2014年からはドイツ・ブンデスリーガのゾーリンゲン・アリゲーターズに移籍し、レギュラー遊撃手として起用されている。